# Stenopogon nataliae
Stenopogon nataliae là một loài ruồi trong họ Asilidae. Stenopogon nataliae được Richter miêu tả năm 1963. Loài này phân bố ở vùng Cổ Bắc giới.